# Ahmed Hilal
Pour les articles homonymes, voir Hilal.
 (septembre 2009).
Si vous disposez d'ouvrages ou d'articles de référence ou si vous connaissez des sites web de qualité traitant du thème abordé ici, merci de compléter l'article en donnant les références utiles à sa vérifiabilité et en les liant à la section « Notes et références ».
Ahmed Hilal est né le 15 juin 1952 à Meknès, au Maroc. Homme d'affaires marocain, il est maire de Meknès depuis les élections communales de juin 2009. Il est élu député en tant que membre de l'Istiqlal (PI, droite conservatrice) avant de rejoindre le Parti Authenticité et Modernité (PAM) formé à l'initiative de l'ex-ministre Fouad Ali el-Himma, proche du roi Mohammed VI. 
Il est cependant exclu du PAM peu après son élection à la mairie de Meknès, « pour avoir failli aux consignes du parti sur l'élection municipale de Meknès » selon la direction du parti.
Ahmed Hilal obtient son baccalauréat au lycée Moulay Ismail de Meknès avant de s'envoler en France où il obtient un Diplôme Universitaire de Technologie (DUT) puis un diplôme d'ingénieur à Épinal, avant d'obtenir un DESS à l'École supérieure internationale de commerce de Nancy en 1974.
Il intègre ensuite le ministère de l'Industrie et du commerce à Rabat en tant que responsable du service[Lequel ?]. Il est vice-président de la Confédération générale des entreprises du Maroc (CGEM) de Meknès, ainsi que de la Chambre du Commerce et d'Industrie de Meknès[Depuis quand ?]. Par ailleurs, il a été président de la section basket du CODM de Meknès.